# Terminal (carattere)
Terminal è un carattere monospazio, come ad esempio il Courier. Sembra più piccolo, avendo una parte mediana (cioè l'altezza della x minuscola) minore. Usa lo zero tagliato ed è progettato per essere usato nella console MS-DOS e in altre console testuali quali quelle di Linux. Nei vari Microsoft Windows viene utilizzato nel prompt dei comandi.
È anche il font in cui molti text pad della ASCII art devono essere visualizzati in quanto Terminal è anche un font visivo.
In Windows 2000 e sistemi successivi cambiare le impostazioni del font in applicazione dedicate al testo, quali Blocco note e WordPad provoca la visualizzazione del Terminal in modi completamente differenti anche sotto la stessa dimensione di carattere. Allo stesso modo cambiare le impostazioni della lingua per la applicazioni di Windows che non gestiscono Unicode cambia la visualizzazione dei font OEM/DOS Terminal.